# 拉溫
拉溫是瑞士的城鎮，位於該國東部，由格勞賓登州負責管轄，面積46.25平方公里，海拔高度1,412米，2011年人口227，七成半居民使用羅曼什語，人口密度每平方公里5人。